# Приключения Огуречика
«Приключения Огуречика» — советский кукольный музыкальный мультипликационный фильм, снятый режиссёром Владимиром Данилевичем на студии «Союзмультфильм» в 1970 году по сценарию Юрия Яковлева.

## Сюжет
О весёлом и добром Огуречике, который выгнал с огорода мышку — серую воришку.
Огуречик, огуречик

Не ходи на тот конечик

Там мышка живет —

Тебе хвостик отгрызет

Тебе хвостик отгрызет
Всходит луна. В домике мама Огурчиха качает в колыбельке маленького Огуречика и поёт ему колыбельную песню. Огуречик уснул. Легла в кровать и уснула его уставшая мама. Проснувшийся Огуречик повторил страшные слова колыбельной и залез под одеяло с головой. Зашла луна. Начало рассветать. Огуречик проснулся и огляделся: его мамы уже не было в заправленной кровати. Потянувшись, Огуречик вылез из колыбельки. Огуречик одел соломенную шляпу, вспомнил страшные слова колыбельной и ушёл из дома с узелком на палке через плечо. В пути он распевал весёлую песенку. Под деревом он увидел пищащего птенца, выпавшего из гнезда, и помог ему вернуться. Снова Огуречик отправился в путь со своей весёлой песенкой. Теперь он встретил плачущего зайчишку, потерявшегося в лесу. Огуречик угостил зайчишку едой из узелка и отвёл к маме-зайчихе, как ни в чём не бывало развешивавшей стираное бельё. Зайчиха отчитала зайчишку, а Огуречика поблагодарила. Огуречик пошёл дальше. По пути ему встретилась речка. Переходя её по бревну Огуречик чуть не упал в воду, но всё же удержался. И тут к нему за помощью обратились петух с курицей, у которых в воду упал цыплёнок. Огуречик, не снимая сапог, бросился в воду, только шляпа осталась плавать на поверхности. Долго никого не было видно, но, наконец, Огуречик вытащил на берег цыплёнка. Пока герой выливал воду из сапог, Петух его нахваливал и благодарил. Рыбки подтолкнули соломенную шляпу к берегу и Огуречик снова надел её. Забрав узелок и попрощавшись, Огуречик уплыл на бревне, распевая свою весёлую песенку.
Я зеленый огуречик

Не боюсь глубоких речек

Не боюсь высоких крыш

А боюсь я только мышь!
Переплыв реку, Огуречик сошёл на берег. Там его встретил сидящий на заборе котёнок, который предупредил о том, что надо спасаться от сорвавшегося с цепи злого пса. Услышав лай, котёнок добежал по забору до дерева и запрыгнул в дупло. Прибежавший щенок удивился, что Огуречик от него не убегает. Огуречик объяснил, что не боится щенка, боится только мышь. Щенок предложил поиграть. Огуречик отказался играть с тем, кто обижает котят. Щенок объяснил, что не обижает, а играет. Котёнок удивлённо смотрел на то, как Огуречик и щенок играют в догонялки. Огуречик пробежал сквозь дырку в заборе, а щенок ударился головой о доски. Голова у щенка закружилась, в глазах задвоилось. Когда головокружение унялось, щенок увидел котёнка, просившего принять его в игру. Так они и бегали втроём друг за дружкой, пока внезапно не налетела чёрная туча с молниями и громом. Щенок предложил спрятаться в его будке, но Огуречик засобирался домой, чтобы не волновать маму. Друзья распрощались, щенок и котёнок убежали в будку. Начался дождь и Огуречик побежал, забыв про свой узелок. Он добежал до речки, перебежал её по бревну, и бежал дальше, пока не утих дождь и не появилось снова солнце. Теперь Огуречик снова шёл спокойно и весело, пока вдруг не увидел кого-то серого. Огуречик спрятался за камень и увидел, как этот серый воришка прокрался в домик. Из домика воришка выбрался с полным мешком. Огуречик не выдержал, выскочил и напугал серого. Воришка бросил мешок и убежал. Большой огурец разъяснил Огуречику, что это он мышь с огорода прогнал. От таких новостей Огуречик упал в обморок. Очнувшись, он порадовался тому, что прогнал с огорода мышь.

## Съёмочная группа
| Автор сценария            | Юрий Яковлев |
| Автор текстов песен       | Юрий Яковлев |
| Режиссёр                  | Владимир Данилевич |
| Художник-постановщик      | Ольга Гвоздева |
| Художники-мультипликаторы | Майя Бузинова, Иосиф Доукша, Вячеслав Шилобреев |
| Куклы и декорации         | Роман Гуров (руководитель), Владимир Аббакумов или В. Абакумов, А. Антонов, Виктор Гришин, Павел Гусев, Е. Дарикович, Светлана Знаменская, В. Калашникова, Марина Чеснокова |
| Оператор                  | Владимир Сидоров |
| Монтажёр                  | Вера Гокке |
| Композитор                | Евгений Крылатов |
| Звукооператор             | Владимир Кутузов |
| Редактор                  | Пётр Фролов |
| Директор                  | Натан Битман |
| Роли озвучивали           | - Лидия Королёва — Зайчиха - Мария Виноградова — щенок/заяц |

## Технические данные
| Название          | «Приключения Огуречика»                                     |
| Тип               | кукольный                                                   |
| Продолжительность | 10 минут 6 секунд                                           |
| Киностудия        | «Союзмультфильм» (творческое объединение кукольных фильмов) |
| Дата производства | 1970 год                                                    |

## Описание, отзывы и критика
По мнению киноведа Людвиги Закржевской, фильм «Приключения Огуречика» являлся типичным представителем «детских штанишек» советской мультипликации, из которых ей давным-давно пора было вырасти, чтобы, оставаясь искусством, в первую очередь, для детей, стать новой, современной мультипликацией.
В 1973 году сказка Юрия Яковлева «Приключения Огуречика» (на основе мультфильма, с иллюстрациями Ольги Гвоздевой и Владимира Данилевича) была опубликована отдельным изданием в издательстве «Бюро пропаганды советского киноискусства» в серии «Фильм-сказка» тиражом 300 000 экземпляров.
По сведениям Георгия Бородина, в утверждённом редакторами Госкино СССР сценарии «Приключений Огуречика» присутствовало указание на необходимость устранения неудачной рифмы «огуречик—конечик», проигнорированное авторами фильма.
По мнению Романа Фёдорова, несмотря на то, что мультфильм «Приключения Огуречика» с детства знаком практически каждому человеку, в массовом сознании он никак не привязан к личности автора его сценария и текстов песен Юрия Яковлева.
По мнению Юлии Анкудимовой, мультфильм «Приключения Огуречика» может использоваться в практике педагога-психолога для мульт-терапии ребёнка в целях воспитания доброжелательности.